# Westgate
Westgate é uma cidade localizada no estado americano de Iowa, no Condado de Fayette.

## Demografia
Segundo o censo americano de 2000, a sua população era de 234 habitantes.
Em 2006, foi estimada uma população de 225, um decréscimo de 9 (-3.8%).

## Geografia
De acordo com o United States Census Bureau tem uma área de
0,9 km², dos quais 0,9 km² cobertos por terra e 0,0 km² cobertos por água.

## Localidades na vizinhança
O diagrama seguinte representa as localidades num raio de 16 km ao redor de Westgate.